# Communauté de communes du Val de Moder
La communauté de communes du Val de Moder est une des intercommunalités qui composent le Pays de l'Alsace du Nord. Active de 1999 jusqu'au 31 décembre 2016, elle est située dans le département du Bas-Rhin et la région Grand Est.

## Historique
La communauté de communes du Val de Moder a été créée le 9 novembre 1999 et fait suite à un district (1992).
Le 31 décembre 2016, la communauté de communes disparaît pour laisser place, au 1er janvier 2017, à la communauté d'agglomération de Haguenau. Celle-ci est le fruit de la fusion de quatre intercommunalités : les communautés de communes de la région de Haguenau, de Bischwiller et environs, de la région de Brumath et du Val de Moder.

## Composition
Son territoire regroupe 6 communes :
- Bitschhoffen
- Engwiller
- Kindwiller
- Niedermodern
- Uhrwiller
- Val-de-Moder

## Administration
La communauté de communes du Val de Moder a son siège à Pfaffenhoffen. Son président est Rémi Bertrand, maire d'Uberach.